# 天主教百慕達的哈密爾頓教區
天主教百慕達的哈密爾頓教區（拉丁語：Dioecesis Hamiltonensis in Bermuda）是英國大西洋屬地百慕達一個羅馬天主教教區，屬拿騷總教區。是安的列斯主教團成員。
1953年2月19日設百慕達群島監牧區，1956年1月28日升為代牧區，1967年6月12日升為教區。
教區包括百慕達全境，座堂位於首府哈密爾頓。2006年有教友28,540人，佔轄區總人口13.9%。教區下轄六個堂區，有六名司鐸。現任教區主教為羅伯特·若瑟·庫爾茨。